# Pogrom w Wąsoszu
Pogrom w Wąsoszu – pogrom ludności żydowskiej, który miał miejsce w 1941 roku w Wąsoszu.
Podobnie jak w wielu innych miejscowościach Łomżyńskiego i Białostocczyzny okupowanych po 17 września 1939 roku przez Sowietów, w lipcu 1941 w tej miejscowości doszło do wymordowania prawie całej społeczności żydowskiej.

## Tło historyczne
Położony 5 km na południe od Szczuczyna Wąsosz liczył przed wojną około 2 tysięcy mieszkańców, w tym około 800 Żydów. Wielu mieszkających w Wąsoszu Polaków związanych było ze Stronnictwem Narodowym. Aktywnym działaczem Stronnictwa był miejscowy proboszcz ksiądz Piotr Krysiak, a także jego następca (od 1938 roku) ks. Antoni Kuklewicz. W Wąsoszu przed wojną miały miejsce akty przemocy wobec Żydów. W 1939 roku Wąsosz był na krótko zajęty przez Niemców, a po 17 września 1939 roku był pod okupacją sowiecką.

## Opis
Spośród kilkudziesięciu pogromów, jakie miały miejsce w Łomżyńskim i na Białostocczyźnie po 22 czerwca 1941 roku, ten w Wąsoszu jest najsłabiej udokumentowany. Nie zachowała się ani jedna relacja żydowskich świadków wydarzeń, a całość wiedzy opiera się na fragmentach meldunków niemieckich oraz materiałach procesowych z lat pięćdziesiątych. Zeznania świadków i oskarżonych często są ze sobą sprzeczne. Brak jest też potwierdzenia meldunków niemieckich.
Po wybuchu wojny pomiędzy III Rzeszą a ZSRR nie miały miejsca działania, które można określić mianem „zemsty zbiorowej”, a której celem byłoby unicestwienie „całej społeczności żydowskiej”. Doszło jedynie do indywidualnych porachunków i prób rabunków, zaś Niemcy spalili synagogę.
Pierwsze krwawe antyżydowskie akcje miały najprawdopodobniej miejsce jeszcze przed wkroczeniem Niemców. W meldunku komendantury polowej z Łomży z 14 lipca czytamy „Tuż po wycofaniu się Rosjan zanim weszły oddziały niemieckie ludność polska w Wąsoszu załatwiła całą stodołę Żydów. Informacja ta jednak nie znajduje potwierdzenia w żadnych innych źródłach. Krwawy pogrom, w którym zginęła niemal cala żydowska ludność miasteczka miał miejsce 5 i 6 lipca. Wszystkie zachowane dokumenty potwierdzają, że inicjatorem pogromu był przedwojenny listonosz mieszkający we wsi Świdry-Awissa Mieczysław Kosmowski, który później już jako jawny agent Gestapo używał nazwiska Jan Łoś. Zeznający w procesie Mariana Rydzewskiego Jan Tarnacki tak opisał te wydarzenia:
„Po wyjściu (niemieckich) patroli do Wąsosza przyjechało Gestapo. Wraz z gestapem przyjechał Łoś Jan i ten to namówił chłopów do bicia żydów. Tak że w nocy z soboty na niedzielę najwięcej Żydow zginęło. W mordowaniu Żydow brali udział Kozłowski Jan i Tomasz Dębiński, byli dosyć śmiałymi mordercami, gdyż w biały dzień chodzili z zawiniętymi rękawami i z nożami, którymi mordowali Żydow (…) udział w mordowaniu Żydow brało więcej osób.
Szymon Datner, który po wojnie próbował na podstawie dostępnych wówczas świadectw odtworzyć przebieg wydarzeń tak je opisał:
Mordowano w mieszkaniach i na ulicach. Kobiety gwałcono i obcinano im piersi. Małe dzieci roztrzaskiwano o ściany Zabitym obcinano palce ze złotymi obrączkami. Z ust wyrywano złote zęby (…) Rzeź trwała trzy dni (…) Z 1200 żydów, jacy znajdowali się w mieście pozostało 15, którzy się ukryli
Zwłoki pomordowanych pochowano w głębokim rowie przeciwczołgowym wykopanym przez czerwonoarmistów.
W sobotę 5 lipca 1941 do wsi przyjechała kilkunastoosobowa grupa Niemców, którzy dali przyzwolenie na zabicie Żydów. Dr Jan Milewski z białostockiego oddziału IPN uważa, że zbrodni dokonało kilkunastu miejscowych Polaków z inspiracji Niemców. Obiecali mieszkańcom, że nie będzie żadnych konsekwencji. Miejscowi zaczęli mordować nocą. Świadkowie zeznawali, że zabijała grupa kilkunastu mężczyzn, a mord miał podłoże rabunkowe. Zabijano nożami i pałkami. Świadkowie opowiadali, że zwłoki Żydów z porozbijanymi głowami leżały na ulicach, wszędzie były kałuże krwi. Szacuje się, że zabito od 150 do 250 osób, prawie całą żydowską społeczność Wąsosza. Istnieje podejrzenie, że zbrodni tej dokonano jeszcze przed wkroczeniem tam niemieckiej żandarmerii. Edmund Dmitrów, powołując się na materiały procesowe stwierdził, że „żołnierze niemieccy i miejscowi Polacy wspólnie napadali na żydowskie domy, znęcali się nad ich mieszkańcami oraz rabowali dobytek”.
W miejscu, gdzie pochowano zamordowanych, znajduje się pomnik upamiętniający to wydarzenie wykonany w formie macewy o półokrągłym zwieńczeniu, w którą wkomponowano menorę i Gwiazdę Dawida. Na pomniku umieszczono napis: Tu spoczywają prochy 250 Żydów, bestialsko zamordowanych w 1941 r. Cześć ich pamięci. Teren mogiły ogrodzono stylizowanym na drut kolczasty łańcuchem, rozpiętym pomiędzy słupkami z cegły.
Na 2015 rok planowane było przeprowadzenie ekshumacji żydowskich ofiar, co miało pozwolić jednoznacznie ustalić ich liczbę oraz przyczyny śmierci. Do ekshumacji nie doszło, a śledztwo umorzono z powodu niewykrycia żyjących, nieosądzonych jeszcze sprawców.